# Metopina ulrichi
Metopina ulrichi är en tvåvingeart som beskrevs av Ronald Henry Lambert Disney 1979. Metopina ulrichi ingår i släktet Metopina och familjen puckelflugor. Inga underarter finns listade i Catalogue of Life.